# Zelenogorsk, Sankt Petersburg
Zelenogorsk (rusă Зеленогорск) este un oraș cu 12.000 loc. (in 2003) situat în golful Finic la ca. 50 km de centrul orașului Sankt Petersburg, din punct de vedere administrativ aparține de raionul Kurort.